# Гарутт, Вадим Евгеньевич
Вадим Евгеньевич Гарутт (12 октября 1917, Евпатория, Таврическая губерния — 28 марта 2002, Санкт-Петербург) — советский и российский учёный-палеонтолог, специалист по ископаемым хоботным.

## Биография
Родился 12 октября 1917 года в Евпатории, куда его мать Юлия Никифоровна Гарутт уехала из Петрограда в преддверии Октябрьской революции. Его отец Евгений Александрович Гарутт, будучи кадровым офицером, перешёл на сторону большевиков и стал преподавать курсантам в артиллерийском училище.
Евгений Александрович подставил к своей фамилии ещё одну букву «т» чтобы она отличалась от изначального французского написания.
Большая часть жизни Гарутта прошла в Ленинграде. С раннего детства он увлекался биологией и с 1929 года занимался в кружке Юных зоологов при Петроградском зоопарке, где его первый руководитель Б. В. Пестинский оказал большое влияние на его становление, как исследователя. С 1932 года Вадим Евгеньевич, ещё будучи школьником, активно работал в слоновнике зоопарка, где его любимицей была старая цирковая слониха Бетти. Отучившись на рабфаке при Педагогическом институте А. И. Герцена он в 1938 году поступил на биологический факультет Ленинградского университета.
В 1941 года с началом войны В. Е. Гарутт попал в состав строительного национального батальона. Во время одной из бомбёжек под Тихвином он был контужен, после чего попал в Ташкент, где три курса проучился в Ташкентском университете. В это время он серьёзно увлёкся изучением окружающей среды и фауны плейстоцена. В частности, его заинтересовала морфология шерстистого мамонта.
В 1945 года он вернулся в Ленинград по вызову из Ленинградского университета и в 1946 году закончил учёбу в Ленинградском университете и защитил диплом по теме «Опыт пластической реконструкции внешнего облика шерстистого мамонта». Академик Ю. А. Орлов, директор Палеонтологического института АН СССР свел его с профессором А. П. Быстровым, который стал в дальнейшем руководителем его кандидатской диссертации. В 1952 году он защитил свою кандидатскую диссертацию «Сравнительно-анатомическое исследование кисти хоботных (Proboscidea) в связи с решением вопросов эволюции этих животных».
Гарутт работал в Зоологическом институте РАН большую часть своей жизни, начиная с 1948 года (сначала лаборантом-экскурсоводом музея, а с 1961 года — старшим научным сотрудником лаборатории млекопитающих Зоологического института АН СССР).

## Научная работа
Основными объектами его изучения были древние слоны родов Archidiskodon и Mammuthus. Он исследовал эволюционные изменения не только зубной системы, которой обычно уделяется много внимания, но и скелета в целом. Строение скелетов слонов он знал очень хорошо, как ни один из других палеонтологов. Под его руководством отреставрированы, изучены и смонтированы скелеты древних слонов и носорогов в краеведческих музеях Тбилиси, Ставрополя, Азова, Вильнюса, в Прикамье, а также в Германии (Эдерслебен). А в музее Зоологического института АН СССР под его опекой было целое «стадо» скелетов ископаемых слонов.
В 90-х г. по инициативе Гарутта комитетом по международной систематике был принят эталон шерстистого мамонта Mammuthus primigenius (неотип, колл. ЗИН РАН № 2710; таймырский мамонт, р. Мамонтовая).
Научный архив учёного хранится в фондах Азовского историко-археологического и палеонтологического музея-заповедника.
Описал новые таксоны:
- Archidiskodon gromovi Garutt et Alexeeva, 1965
- Phanogoroloxodon mammonthoides Garutt, 1958
- Mammuthus primigenius vrangeliensis Garutt, Averianov et Vartanvan, 1993

## Публикации
Автор около 70 научных работ, среди них:
- Гарутт В.Е. Южный слон Archidiskodon meridionalis (Nesti) из плиоцена северного побережья Азовского моря // Тр. ком. по изуч. четверт. периода. 1954. Т. 10. Вып. 2. С. 1-76.
- Garutt V.E. Das Mammut. Mammuthus primigenius (Bliimenbach). Wittenberg-Lutherstadt: A. Ziemsen Verlag, 1964. 140 S. (Die neue Brehm-Biicherei. No. 331).
- Garutt V.E. Is there a genus Archidiskodon Pohlig, 1885, of the family Elephantidae Gray, 1821? // Cranium, 1998. Jrg.15. No.1. P.15-20].
- Гарутт В. Е., Форонова И.В. Исследование зубов вымерших слонов. Методические рекомендации. Новосибирск, 1976. 35 с.